# Triathlon ai V Goodwill Games
La gara di triathlon dei Goodwill Games del 2001 (III edizione) si è tenuta a Brisbane (Australia).
Tra gli uomini ha vinto l'australiano Chris McCormack, mentre tra le donne ha trionfato la connazionale Loretta Harrop.

## Risultati

### Élite uomini
| Pos. | Nome                  | Paese         | Nuoto | Bici  | Corsa | Totale  |
| ---- | --------------------- | ------------- | ----- | ----- | ----- | ------- |
|      | Chris McCormack       | Australia     | 18:44 | 55:07 | 32:45 | 1:47:26 |
|      | Hamish Carter         | Nuova Zelanda | 18:14 | 55:39 | 33:07 | 1:47:45 |
|      | Craig Walton          | Nuova Zelanda | 18:33 | 58:06 | 31:02 | 1:48:25 |
| 4    | Martin Krňávek        | Rep. Ceca     | 18:27 | 38:20 | 31:17 | 1:48:44 |
| 5    | Dmitriy Gaag          | Kazakistan    | 18:27 | 38:14 | 31:38 | 1:49:00 |
| 6    | Chris Hill            | Australia     | 18:19 | 58:18 | 31:58 | 1:49:18 |
| 7    | Peter Robertson       | Australia     | 18:43 | 57:54 | 32:17 | 1:49:38 |
| 8    | Greg Bennett          | Australia     | 18:25 | 58:18 | 32:23 | 1:48:42 |
| 9    | Shane Reed            | Nuova Zelanda | 18:18 | 58:16 | 32:35 | 1:49:56 |
| 10   | Vladimir Pollkarpenko | Ucraina       | 18:33 | 58:07 | 33:06 | 1:50:25 |
| 11   | Simon Whitfield       | Canada        | 18:50 | 58:15 | 32:53 | 1:51:38 |
| 12   | Kris Gemmell          | Nuova Zelanda | 18:20 | 58:14 | 34:25 | 1:51:44 |
| 13   | Bevan Docherty        | Nuova Zelanda | 18:56 | 59:12 | 33:14 | 1:52:54 |
| 14   | Miles Stewart         | Australia     | 18:51 | 58:34 | 34:24 | 1:52:37 |
| 15   | Andy Kelsey           | Stati Uniti   | 18:36 | 59:22 | 34:13 | 1:53:00 |
| 16   | Hunter Kemper         | Stati Uniti   | 18:50 | 59:13 | 35:02 | 1:53:52 |
| 17   | Michael Smedley       | Stati Uniti   | 18:33 | 59:28 | 36:51 | 1:57:40 |
| DNF  | Joe Umpehnour         | Stati Uniti   | 18:31 | DNF   | DNF   | DNF     |
| DNF  | Luke Harrop           | Australia     | 18:51 | DNF   | DNF   | DNF     |
| DNF  | Eligio Cervantes      | Messico       | 20:53 | DNF   | DNF   | DNF     |
| DNF  | Andry Glushchenko     | Ucraina       | 18:27 | DNF   | DNF   | DNF     |
| DNF  | Gliberto Gonzalez     | Venezuela     | 19:00 | DNF   | DNF   | DNF     |
| DNS  | Trent Chapman         | Australia     | DNS   | DNS   | DNS   | DNS     |

### Élite donne
| Pos. | Nome               | Paese       | Nuoto | Bici    | Corsa | Totale  |
| ---- | ------------------ | ----------- | ----- | ------- | ----- | ------- |
|      | Loretta Harrop     | Australia   | 20:07 | 1:02:32 | 36:21 | 1:59:44 |
|      | Barb Lindquist     | Stati Uniti | 20:01 | 1:02:36 | 36:35 | 2:00:00 |
|      | Nicole Hackett     | Australia   | 20:07 | 1:02:35 | 37:46 | 2:01:13 |
| 4    | Siri Lindley       | Stati Uniti | 20:34 | 1:05:54 | 35:17 | 2:02:42 |
| 5    | Sheila Taormina    | Stati Uniti | 20:08 | 1:02:28 | 40:30 | 2:03:52 |
| 6    | Brigitte Mcmahon   | Svizzera    | 20:33 | 1:05:54 | 36:44 | 2:04:03 |
| 7    | Steph Forrester    | Regno Unito | 21:41 | 1:06:34 | 35:46 | 2:04:42 |
| 8    | Lenka Radova       | Rep. Ceca   | 21:49 | 1:06:27 | 35:59 | 2:04:59 |
| 9    | Laura Reback       | Stati Uniti | 20:36 | 1:05:56 | 38:17 | 2:05:34 |
| 10   | Carol Montgomery   | Canada      | 21.02 | 1:07:02 | 36:59 | 2:05:58 |
| 11   | Sandra Soldan      | Brasile     | 20.38 | 1:05:55 | 38:49 | 2:06:14 |
| 12   | Christiane Pilz    | Germania    | 21.49 | 1:06:27 | 37:37 | 2:06:37 |
| 13   | Melissa Ashton     | Australia   | 21:48 | 1:06:19 | 38:11 | 2:07:04 |
| 14   | Rina Hill          | Australia   | 20:32 | 1:06:04 | 40:19 | 2:07:44 |
| 15   | Silvia Gemignani   | Italia      | 20:35 | 1:06:05 | 40:30 | 2:07:57 |
| 16   | Becky Gibbs        | Stati Uniti | 20:37 | 1:05:50 | 41:02 | 2:08:22 |
| 17   | Michelle Dillon    | Regno Unito | 22:56 | 1:08:07 | 36:33 | 2:08:30 |
| 18   | Jill Savege        | Canada      | 20:56 | 1:07:16 | 39:44 | 2:08:40 |
| 19   | Jennifer Gutierrez | Stati Uniti | 21:50 | 1:06:20 | 41:01 | 2:09:57 |
| 20   | Machiko Nakanishi  | Giappone    | 21:46 | 1:09:20 | 40:48 | 2:12:43 |
| DNF  | Liz Blatchford     | Australia   | 21:44 | DNF     | DNF   | DNF     |
| DNF  | Miyuki Biwata      | Giappone    | 24:04 | DNF     | DNF   | DNF     |
| DNS  | Emma Carney        | Australia   | DNS   | DNS     | DNS   | DNS     |
| DNS  | Dominique Donner   | Sudafrica   | DNS   | DNS     | DNS   | DNS     |